# ارنست کریک
ارنست کریک (انگلیسی: Ernest Cribb; ۴ اوت ۱۸۸۵ – ۱۸ اوت ۱۹۵۷) قایقران قایق بادبانی اهل کانادا بود.